# Vólvulo del ciego
El vólvulo del ciego se da cuando hay una rotación del intestino sobre su mesenterio, esto generalmente causa una obstrucción intestinal y compromiso vascular, comprometiendo el flujo sanguíneo del colon lo que puede causar isquemia tisular y provocar necrosis que puede finalizar en una perforación y causar una peritonitis. Este representa únicamente el 5% de las causas de obstrucción intestinal.

## Clasificación
Los vólvulos del colon se producen en los segmentos móviles de este, es decir, el ciego, el colon transverso y el colon sigmoides.
Estos pueden clasificarse en:
Primarios: Cuando son consecuencia de una malformación congénita.
Secundarios:Cuando ocurren por la rotación axial de la porción proximal del colon derecho, ciego e íleon terminal, alrededor de su propio mesenterio, generalmente en el sentido de las manecillas del reloj.
Se dan más frecuentemente en el colon izquierdo 45-80% de los casos, en el colon derecho solo se presentan un 15-30% de las veces.

## Etiología
El vólvulo del ciego suele darse en pacientes con ciego móvil o colon derecho mal fijado al peritoneo parietal.
Múltiples factores se han visto asociados a su aparición, en pacientes de corta edad, la existencia de un mesenterio común o de otras malformaciones intestinales asociadas por ejemplo a ejercicio físico excesivo, adherencias postquirúrgicas, la Enfermedad de Hirschsprung o el embarazo.
Además en pacientes de edad avanzada se asocia con estreñimiento crónico, obstrucción distal del colon o demencia senil, otros factores pueden influenciar como dietas ricas en residuos, abuso de laxantes, íleo adinámico, enfermedades neurológicas discapacitantes, entre otras.

## Signos y síntomas
- Dolor abdominal intermitente tipo cólico.
- Vómitos
- Imposibilidad para evacuar heces.
- Dificultad para canalización de gases.
- Ruidos hidroaéreos aumentados.

## Diagnóstico
El diagnóstico del vólvulo del ciego se da principalmente por medio de una radiografía de abdomen simple de pie. En esta se puede apreciar niveles hidroaéreos que ocupan el cuadrante superior izquierdo del abdomen. Imagen en grano de café.
Otros exámenes:
- Ultrasonido de abdomen: Se observa gran distensión de asas delgadas con un aumento del peristaltismo y signos de lucha.
- Colon por enema: imagen clásica en pico de pájaro.

## Tratamiento
Este puede ser de forma conservadora si se encuentra el intestino viable mediante la desvolvulación con colonoscopia o enema de bario.
Cuando ya existe necrosis isquémica debe utilizarse un manejo quirúrgico en el que se realiza la desvolvulación y la hemicolectomía derecha con ileotransversostomía con cualquiera de las variantes de anastomosis, en la actualidad esta forma de tratamiento puede darse también por medio de cirugía laparoscópica.